# Pietro Brollo
Pietro Brollo, italijanski katoliški duhovnik, škof in nadškof, * 1. december 1933, Tolmeč, Italija, † 5. december 2019, Videm.
Monsignor Brollo je bil v letih 2000-2009 nadškof Vidma. Po rodu je bil Furlan, ki svojega porekla ni nikoli skrival, zato je bil priljubljen tudi med Slovenci v Benečiji, Reziji, Terski in Kanalski dolini, saj je pokazal občutljivost za vprašanje narodne in jezikovne pripadnosti.

## Življenjepis
17. marca 1957 je prejel duhovniško posvečenje. 21. oktobra 1985 je bil imenovan za pomožnega škofa Vidma in naslovnega škofa Iulium Carnicuma; škofovsko posvečenje je prejel 4. januarja 1986. 
2. januarja 1996 je imenovan za škofa v škofiji Belluno-Feltre in 28. oktobra 2000 za nadškofa Vidma. Upokoljil se je leta 2009, ko ga je nasledil nadškof Andrea Bruno Mazzocato.